# Цзы-гу

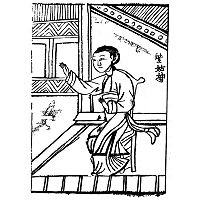
Цзы-гу. Гравюра из книги «Сюсян coy шэнь цзи» («Иллюстрированные записки о поисках духов»)

Цзы-гу (кит. 紫姑 — «Пурпурная дева»), Кансань нян-нян (кит. 伉三娘娘 — «Госпожа отхожего места»), Кэн-саньгу («третья дева ямы»), Сань-гу («третья дева»), Ци-гу («седьмая дева» или «дева из рода Ци») — богиня отхожих мест в поздней китайской народной мифологии. Существует несколько вариантов возникновения её культа. Предполагается, что в основе образа Цзы-гу лежат предания, связанные с женским божеством отхожего места Цэ-шэнь, возникшего под влиянием судьбы Ци-фужэнь. Она была наложницей Лю Бана — первого императора из династии Хань. По приказу его жестокой жены Люй-хоу была искалечена и помещена доживать свой век в отхожее место. Цзы-гу была важной фигурой во время Праздника фонарей в период встречи традиционного Нового года. К богине-оракулу обращались женщины с целью узнать свою судьбу, виды на урожай.

## Ранняя легенда
Существует несколько вариантов легенд, связанных с возникновением образа Цзы-гу. По преданию, приблизительно в конце VIII столетия начальник уезда сильно возлюбил свою наложницу Цзы-гу, и это вызвало у его жены такую лютую ревность, что довело до убийства. Когда Цзы-гу, в канун Праздника фонарей (15 числа первой луны), делала из клейкого риса сладкие шарики с начинкой («юаньсяо»), госпожа пронзила её мечом, а труп сбросила в уборную (нужник), солгав мужу, что наложница сбежала со своим любовником. Верховный владыка Хуан-ди принял участие в судьбе несчастной Цзы-гу и, дав дар предвидения будущего, назначил её божеством отхожих мест, так как все прочие вакансии были уже заняты. По другим сведениям, первые письменные упоминания о Цзы-гу и её роли в прорицаниях относятся уже к V—VI векам. Существуют различные локальные особенности, связанные с преданиями и вариантами её почитания. Так, в Цзяньчуане (провинция Юньнань, южный Китай) рассказывали, что Цзы-гу была известна как красивая, но недалёкая наложница старого чиновника. Она плохо относилась к господину и позволяла себе злые шутки в его отношении. В конце концов под влиянием угрызений совести она совершила самоубийство, бросившись в выгребную яму. Особенностью культа было то, что поклонялись ей в «нечистом месте» — в отхожих местах, свином хлеву (см. боги туалета). Обычно она почиталась в качестве Богини уборной, а в восточно-китайской провинции Цзянсу ей поклонялись как Богине дверей дома.
Исследователи считают, что в основе образа Цзы-гу лежат предания, связанные с таким женским божеством отхожего места, как Цэ-шэнь (廁神), возникновение которого произошло под влиянием истории Ци-фужэнь (戚夫人, 224—194 до н. э.), наложницы Лю Бана — первого императора из династии Хань. Его жена Люй-хоу была известна своей жестокостью по отношению к другим жёнам и их детям. После смерти мужа она отомстила своей сопернице Ци-фужэнь, приказав обезобразить её и поместив в отхожее место. По одному из вариантов истории, бедной наложнице отрезали конечности, выкололи глаза, сожгли уши, сделали немой при помощи снадобья. После этого жертву оставили в отхожем месте и стали называть «человек-свинья»". Её судьба получила известность и получила общественный резонанс. Рассказывают, что когда сын императрицы Хуй-ди узнал об этом, он сказал: «Так не [должно] поступать [среди] людей. Я ваш сын, императрица, никогда не смогу теперь больше управлять Поднебесной!». После этого он перестал заниматься государственными делами, предавался веселью и разврату, употреблял много алкоголя. От этих излишеств он заболел и умер в сентябре 188 года до н. э.

## Поздняя легенда
Во времена позднего средневековья (XIV—XV вв.) одно из имён Цзы-гу — «Кэн-саньгу» — в народной этимологии, по всей видимости, было неверно истолковано как «Три девы ямы» вместо изначального «Третья дева ямы», что привело к появлению представления о существовании не одной, а трёх дев: Юнь-сяо, Цюн-сяо и Би-сяо, причём если Цзы-гу пострадала без вины, то названная троица отличилась своими недобрыми деяниями, использованием даосской магии во зло; за это Верховный владыка Тайшан Лао-цзюнь (см. Даосский пантеон) преждевременно оборвал их жизни и сделал духами уборных.

## Почитание

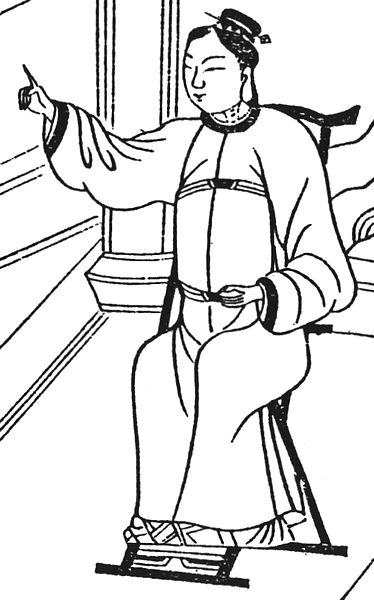
Цзы-гу («Собрание божеств Трёх религий»)

Уже в эпоху Сун (960—1279) богиня Цзы-гу была весьма популярна у знатных дам и в женской среде императорского гарема как дух предсказаний. К эпохе Южной Сун (1127—1279) почитание Цзы-гу становится широко распространённым у простолюдинок, и она входит в число божеств даосской традиции. От региона к региону варьировались её имена, часто образованные по созвучию с основными. Так, в восточной провинции Хэнань она была известна как «седьмая девушка», что, по мнению исследователей, восходит к такому распространённому её имени, как «девушка уборной». Наиболее употребляемые формы обращения зависели от того, из каких материалов были изготовлены статуэтки богини. Её голову чаще всего заменяли предметы домашнего обихода (кухонный ковш, корзинка, сито, шумовка, совок и т. д.), на которые приклеивали бумагу с нарисованным «лицом» Цзы-гу. В её рот могли вкладывать палочки для еды, служившие для написания предсказаний. Туловище её фигурок формировали при помощи веточек деревьев (ива, персик), а на юге Китая чаще всего из травы или стеблей тростника.
В Праздник фонарей в числе новогодних торжеств в народе проводилась церемония встречи с Цзы-гу. Надеясь получить ответ с помощью специального гадания, к богине обращались для разрешения вопросов о рождении детей, постройке жилища, об удаче в сельских и торговых делах. Существовало несколько вариантов традиции обращений к богине-оракулу. В число участников могли включаться несколько девочек, которые совместно со взрослыми женщинами приносили статуэтку богини в уборную. Там в её честь раскуривали благовония и вызывали её духа. В восточной провинции Чжэцзян говорили: «Чай остыл, лепёшки зачерствели, почтенный дух, просим выйти скорее!», а в Маньчжурии её заклинали таким образом: «Ослиный помёт благоухает, лошадиный помёт воняет, ситная девушка, с почтением просим выйти». В этом случае обращение «ситная девушка» можно объяснить тем, что её голова была изготовлена из кухонного сита. По наблюдению исследователей, результаты гадания могли быть разными: «Если кукла в руках девочек начинала качаться, считалось, что дух вошёл в неё. Затем женщины испрашивали у богини предсказания, интересуясь в первую очередь видами на урожай. Если фигурка раскачивалась вперёд и назад, ответ считался благоприятным, если же влево и вправо — неблагоприятным».

## Культурное влияние
В фантастической трилогии Сергея Лукьяненко «Геном» Цзыгу — название расы инопланетных насекомых, которые издают неприятный запах и чьи самки обладают способностью трансформироваться в юных девушек.